# Puchary Wołoszczyzny (1919/1920)
Puchar Harwester 1919/1920 – 8. sezon najwyższej klasy rozgrywkowej w Rumunii. W rozgrywkach brały udział 4 zespoły, grając systemem kołowym. Tytuł nie obroniła drużyna Prahova Ploeszti. Nowym mistrzem Rumunii został zespół Venus Bukareszt. Byłt to pierwsze rozgrywki po I wojnie światowej.

## Tabela końcowa
|   | Klub               | M | Z | R | P | Br+ | Br- | Br+/- | Pkt | Uwagi  |
| 1 | Venus Bukareszt    | 6 | 4 | 1 | 1 | 8   | 6   | +2    | 9   | Mistrz |
| 2 | Tricolor Bukareszt | 5 | 3 | 0 | 2 | 9   | 6   | +3    | 6   |        |
| 3 | Colțea Bukareszt   | 4 | 1 | 1 | 2 | 4   | 6   | -2    | 3   |        |
| 4 | Prahova Ploeszti   | 3 | 0 | 0 | 3 | 1   | 4   | -3    | 0   |        |